# Cinta Vidal Agulló
Cinta Vidal Agulló (Barcelona, 1982) és una pintora i muralista catalana. El seu interès pel món de l’art li ve des de petita i amb 16 anys va entrar a treballar al Taller d’Escenografia Castells i Planas, on va aprendre les tècniques en pintura i murals a gran escala, treballant per encàrrecs d’òperes i teatres d’arreu del món. Va estudiar il·lustració a l'Escola Massana de Barcelona.
La ingravitació dels elements i el desafiament de les lleis de la perspectiva es van convertir en els seus elements d’identitat i van cridar l’atenció de diverses galeries d'art. El 2015, va realitzar la seva primera exposició en solitari a la galeria Miscelanea (Barcelona). Ha participat en exposicions i fires d’art a Londres, Miami, Nova York, Hawaii, Atlanta, San Francisco o Los Angeles. També, ha col·laborat amb galeries d’art, com ara la Spoke Art Gallery (San Francisco), Art Project Gallery (Hong Kong), Long Beach Museum (Los Angeles) o Beinart Gallery (Austràlia). A la galeria Thinkspace Gallery (Los Angeles) ha realitzat diverses exposicions i nombrosos treballs. La seva font d’inspiració li ve de clàssics com Caravaggio, Vermeer, el domini de la perspectiva d'Escher, Hopper i els seus personatges perduts a l’arquitectura i les ambientacions de Miyazaki dels estudis Ghibli.
Ha pintat murals a països com la Xina, el Japó, Hawaii o els Estats Units. A Catalunya ha pintat el mural commemoratiu del 80è aniversari del bombardeig feixista a la ciutat de Granollers. L'any 2021, va pintar un mural a la nova seu de Facebook a Califòrnia.
La seva obra ha sigut utilitzada per a articles de diari, portades de llibres, llibres infantils, puzles o per a centres culturals de dansa, entre d'altres. Recentment, el grup de música britànic de new wave Tears for Fears ha fet servir la seva obra per al seu últim àlbum.
L’obra de Cinta Vidal ha sigut reconeguda amb el Premi Gràffica 2018, un dels certàmens de cultura visual més importants d’Espanya.